# Graue Birkenmaus
Die Graue Birkenmaus oder Südliche Altai-Birkenmaus (Sicista pseudonapaea) ist ein Nagetier in der Gattung der Birkenmäuse, das in Zentralasien vorkommt.

## Merkmale
Mit einer Kopf-Rumpf-Länge von 65 bis 77 mm, einer Schwanzlänge von 82 bis 102 mm und einem Gewicht von 10 bis 13 g entspricht die Art anderen Birkenmäusen in der Größe. Sie hat 12 bis 18 mm lange Hinterfüße und 12 bis 17 mm lange Ohren. In das grau bis graubraune Fell der Oberseite sind einige schwarze Haare eingestreut. An den Körperseiten und an den Wangen ist die Anzahl der schwarzen Haare reduziert, so dass diese heller erscheinen. Die Graue Birkenmaus besitzt keinen dunklen Aalstrich. Die Unterseite ist von hellgrauem Fell bedeckt. Auch der Schwanz ist in eine graubraune Oberseite und eine weißgraue Unterseite aufgeteilt. Er ist im Verhältnis zum Rumpf kürzer als bei anderen Gattungsvertretern.
Die Gestalt der Chromosomen sowie die Größe der nadelförmigen Einlagerungen aus Hornsubstanz in der Eichel des männlichen Penis sind artbestimmende Merkmale.

## Verbreitung
Die Art ist im südwestlichen Teil des Altaigebirge in Kasachstan und China verbreitet. Sie bewohnt Regionen, die auf 1000 bis 2000 Meter Höhe liegen. Die Graue Birkenmaus hält sich auf Bergwiesen, in Gebüschansammlungen und in offenen Lärchenwäldern auf.

## Lebensweise
Die Individuen sind dämmerungsaktiv und leben außerhalb der Paarungszeit einzeln. Sie halten während der kalten Jahreszeit Winterschlaf und sie nehmen an besonders kalten Tagen im Sommer einen lethargischen Zustand (Torpor) ein. Als Versteck nutzt die Graue Birkenmaus unterirdische Baue, die von anderen Tieren gegraben wurden oder Felsspalten. Die Nahrung besteht hauptsächlich aus wirbellosen Tieren und Pflanzensamen. In der Fortpflanzungszeit zwischen Mai und Mitte Juli kommt bei Weibchen ein Wurf mit gewöhnlich vier Nachkommen vor. Nur wenige Exemplare überleben den zweiten Winter.

## Bedrohung
Inwieweit sich Landschaftsveränderungen auf den Bestand der Art auswirken, ist nicht ausreichend erforscht. Die Populationsgröße und -entwicklung sind nicht bekannt. Die Graue Birkenmaus wird von der IUCN mit „unzureichende Datengrundlage“ (data deficient) gelistet.